# Franz Sineck
Franz Sineck es un deportista alemán que compitió para la RFA en judo. Ganó cinco medallas en el Campeonato Europeo de Judo entre los años 1957 y 1961.

## Palmarés internacional
| Campeonato Europeo | Campeonato Europeo      | Campeonato Europeo | Campeonato Europeo |
| Año                | Lugar                   | Medalla            | Categoría          |
| ------------------ | ----------------------- | ------------------ | ------------------ |
| 1957               | Róterdam (Países Bajos) | Medalla de oro     | 2.º dan            |
| 1958               | Barcelona (España)      | Medalla de plata   | 2.º dan            |
| 1959               | Viena (Austria)         | Medalla de plata   | 2.º dan            |
| 1959               | Viena (Austria)         | Medalla de plata   | +80 kg             |
| 1961               | Milán (Italia)          | Medalla de bronce  | +80 kg             |